# Volot

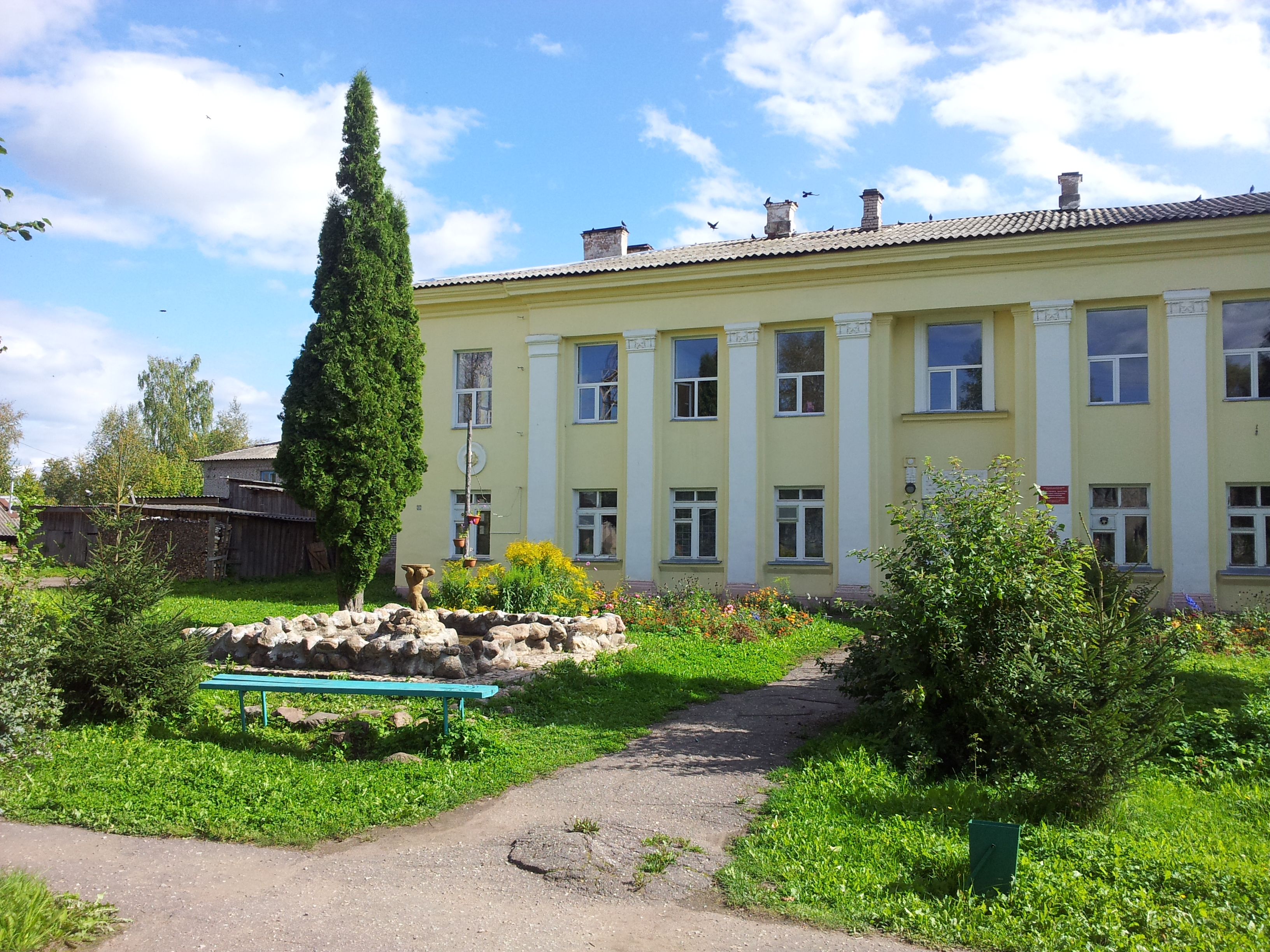
Sjukhuset i Volot

Volot (ryska Волот) är ett stationssamhälle i västra delen av Novgorod oblast i Ryssland, 87 km sydväst om regionhuvudstaden Novgorod och 44 km väster om Staraja Russa, vid floden Psizja som rinner åt nordost mot sjön Ilmen. Samhället har 2 236 invånare (2010) och är centralort i det glest befolkade distriktet Volotovskij rajon (5 077 invånare på 995,1 km²). Inom distriktet utgör Volot en av tre landskommuner.
Samhället växte fram i slutet av 1800-talet runt en järnvägsstation på den östvästliga banan mellan Pskov och Bologoje. Under andra världskriget ockuperades trakten av tyskarna från 28 juli 1941 till 24 februari 1944.
Ortens industri baseras på jordbruk, både livsmedelsproduktion och linodling.